# Anthony Minghella
Anthony Minghella CBE (6. ledna 1954, Ryde – 18. března 2008, Londýn) byl anglický filmový scenárista a režisér. Roku 1996 dostal Oscara za nejlepší režii snímku Anglický pacient (The English Patient). Krom toho byl na Oscara ještě třikrát nominován, za scénář k Anglickému pacientovi, scénář k Talentovanému panu Ripleymu (The Talented Mr. Ripley, 1999) a v kategorii nejlepší film za Předčítače (Reader, 2008) - šlo o posmrtnou nominaci. Za produkci Anglického pacienta a scénář k filmu Opravdově, šíleně, hluboce (Truly, Madly, Deeply, 1990) získal též cenu BAFTA.

## Filmografie

### Režie
- 1978: A Little Like Drowning
- 1990: Truly, Madly, Deeply
- 1993: Mr. Wonderful
- 1996: The English Patient
- 1999: The Talented Mr. Ripley
- 2000: Play
- 2003: Cold Mountain
- 2006: Breaking and Entering
- 2008: The No. 1 Ladies' Detective Agency

### Producent
- 2002: Heaven
- 2002: The Quiet American
- 2005: The Interpreter
- 2006: Catch a Fire
- 2006: Breaking and Entering
- 2007: Michael Clayton
- 2008: New York, I Love You
- 2008: The Reader
- 2008: The No. 1 Ladies' Detective Agency
- 2008: Love You More

### Scénář
- 1990: Truly, Madly, Deeply
- 1996: The English Patient
- 1999: The Talented Mr. Ripley
- 2003: Cold Mountain
- 2006: Breaking and Entering
- 2008: The No. 1 Ladies' Detective Agency
- 2008: New York, I Love You
- 2009: Nine

### Herec
- 1978: A Little Like Drowning
- 2007: Atonement